# Яблочный пирог (мультфильм, 1991)
«Яблочный пирог» — советский  рисованный мультипликационный фильм 1991 года.

## Сюжет
Адаптация сказки Джоан Эйкен «Кусочек неба в пироге» (англ. There’s Some Sky In The Pie).
Сюжет разворачивается вокруг одного путешествия на яблочном пироге, в который хозяйка случайно запекла кусочек неба. Гостеприимные хозяева летающего пирога собирают разношёрстную компанию, воплощающую дружелюбие и взаимопонимание, в то время как за ними всюду следует их любопытный кот.

## Создатели
| Автор сценария             | Александр Курляндский                                         |
| Кинорежиссёр               | Татьяна Митителло                                             |
| художник-постановщик       | Татьяна Строева                                               |
| Композитор                 | Сергей Курёхин                                                |
| Кинооператор               | Н. Саратова                                                   |
| звукооператор              | Владимир Кутузов                                              |
| Художники-мультипликаторы: | Алексей Букин, Юрий Кузюрин, Александр Панов, Дмитрий Куликов |
| Художники:                 | Н. Турыгина, Любовь Горелова, Инна Кузьмина                   |
| ассистент режиссёра        | Т. Герасименко                                                |
| монтажёр                   | Маргарита Михеева                                             |
| редактор                   | Елена Никиткина                                               |
| директор съёмочной группы  | Лилиана Монахова                                              |

## Музыка
- Ансамбль «Три "О"» — «Tribute»;
- Группа «Джунгли» — «Пляска»;
- Сергей Курёхин — «Утренние упражнения в психушке - Упражнение 4».